# 河村正之
河村 正之（かわむら まさゆき、1878年5月1日 - 1933年7月27日）は、昭和の前半の医師で、九州療養所初代所長を勤めた。日本で最初の公立ハンセン病療養所長で、在職1909年4月-1933年7月。温厚篤実で文筆に親しむ。患者にも慕われたが、阿蘇杖立温泉にて急逝。

## 概略
1878年5月1日、福岡県三潴郡の生まれ。東京帝国大学医学部を1906年12月卒業。衛生学教室で緒方正規の指導を受ける傍ら東京市養育院に出入りする。この時期、長島愛生園園長を務めた光田健輔と知り合う。1909年4月、九州療養所の医長兼所長に就任。1926年から1927年にかけて欧米各国に出張。1932年熊本大学より医学博士の学位授与される。1933年7月27日、阿蘇杖立温泉の客室で穿孔性腹膜炎で急逝。

## 九州らい療養所
1909年4月、全国に公立らい療養所の設立に際し、従来は内務官僚（警察官僚）が所長に就任してきたところ、九州療養所のみ、医師である河村が就任している。河村を強く推薦したは、東京大学衛生学教室の緒方正規で、彼は熊本の熊本古城医学校（熊本城にあった）の出身。所長は温和な性格で、どちらかといえば、寡黙遅筆の人といわれるが、文芸をよくし、また南画を描かれ、刀剣鑑定家でもある。内田守がまとめた 「檜の影の聖父」にその記録がある。

## 著述と学会発表
- らいに河豚毒応用　河村正之、村川清　鎮西医報　141号　明治45年5月30日：神経痛にはいいが結節には効かない。[2]
- 国民の浄化とらい問題[3]
- 熊本県市民と本妙寺のらい問題[4]
- 侍従御差遣の恩命に浴しての感想に二三[5]
- 那威国ベルゲンらい療養所観察旅行記並びに感想[6]
- ハンナ・リデル嬢のことどもを思い出づるままに[7]
- 河村正之・内田守・下瀬初太郎、「熊本市附近の癩部落の現状に就て」 
  - 熊本市附近のらい部落、特に本妙寺加藤清正公びよう附近に散在するらい患者及び貧民部落の現状について調査報告したもの。1．らい部落の位置と構成 2．生活状態、生活費、職業、周囲の貧民との関係 3．歴史 4．らい患者が集結する理由 （イ）加藤清正への祈願によるらい病へいゆへの信仰 （ロ）生活条件の安易[8]この文献によると本妙寺に患者が集まりだしたのは享保年代以降とある。光田健輔と河村正之の討論もある。[9]

- 河村正之・内田守「社会問題としての癩の治療に就いて」[10]
  - 療養所に収容されている患者のうち3分の1は、永年月にわたり、なんら伝染の危険のない者である。しかし、軽快患者が退所を望まない理由は、社会的に一度らいを宣告された者は、治癒しても、健康者のようには絶対に取り扱われないからである。それゆえ、らいの臨床的治癒の可能を啓蒙しなければならない。

- 河村正之 「内分泌とテール腫瘍発生」 　昭和7年5月4日　熊本医大　学位論文データベースより[11]
- 以下はらい学会発表である[12]
- 学齢児童期らい患者の統計的観察(1929) 第２回らい学会（大阪）
- らい患者睾丸内ヒヨステリン沈着の１例(1929) 同
- らい患者の尿について 同
- 伝導麻酔によるらい性神経痛の療法について(1932) 第５回らい学会(大阪)
- 鼠らいに対する大風子油およびその他の油剤の影響について（第１報）同
- 人らいと鼠らいとの異同に関する研究　病理組織　同
- 鼠らいの接種量と病変との関係について　同
- 鼠らいにおける光田反応について　同
- 熊本市付近のらい部落の現状について　同
- 社会問題としてのらい部落の現状について　同
- 鼠らいに対する大風子油および他の油剤の影響について（1933) 第６回らい学会(東京)

## エピソード
九州療養所では、盆踊り唄を患者に募集していて、遺されているものは65番あるが、昭和6年、昭和9年、昭和21-26年に募集したとあり、その中の昭和9年のは河村園長の急逝を偲んで募集されたといわれる。「老いも若きも おさなきものの まことはかなき 命でござる お月さまさえ 笑うておじゃる 踊れ踊れよ ふけるまで踊れ」など諦観を表現したものもおおい。
また内田守によると、高野六郎は河村所長の一周忌の墓前祭にて4首、所長を偲んだ歌を詠っている。菊池恵楓園には所長の胸像もある。

## 文献・注
1. ↑  内田守 檜の影の聖父 1935
2. ↑  らいに河豚毒応用　河村正之、村川清　鎮西医報　141号　明治45年5月30日
3. ↑  国立療養所菊池恵楓園創立記念誌 百年の星霜 菊池恵楓園 2009 昭和7年6月熊本市公会堂で発表
4. ↑  『国立療養所菊池恵楓園創立記念誌 百年の星霜 』菊池恵楓園 鎮西医会時報 1928年4月
5. ↑  『国立療養所菊池恵楓園創立記念誌 百年の星霜』 菊池恵楓園 2009 檜の影 1931年6月
6. ↑  『国立療養所菊池恵楓園創立記念誌 百年の星霜』 菊池恵楓園 社会事業の友 1931年2月
7. ↑  『国立療養所菊池恵楓園創立記念誌 百年の星霜』 菊池恵楓園 らい者の慈母ハンナリデル 1932年5月
8. ↑  河村 正之・内田 守（守人）・下瀬 初太郎、「熊本市附近の癩部落の現状に就て」「レプラ」第4巻第1号P.228, 昭和8年1月25日
9. ↑  『近代庶民生活誌20 病気・衛生』　三一書房　P526, 1995,
10. ↑  河村 正之・内田 守「社会問題としての癩の治療に就いて」「レプラ」第4巻第1号発行 昭和8年（1933年）1月25日 発行所 大阪皮膚病研究所
11. ↑  博士論文データベース
12. ↑  『菊池恵楓園５０周年史』　菊池恵楓園　p156-
13. ↑  菊池恵楓園の盆踊り歌 菊池野 2005年7月
14. ↑  『国立療養所菊池恵楓園創立百周年記念誌 百年の星霜 』2009